# Disciples of the 36 Chambers: Chapter 1
Albums de Wu-Tang Clan
Iron Flag
(2001) Legend of the Wu-Tang Clan
(2004)
Disciples of the 36 Chambers est un album live du Wu-Tang Clan, sorti le 28 septembre 2004.
Il s'agit en réalité d'une compilation des meilleurs titres du groupe enregistré lors d'un concert à San Bernardino en Californie. Le Volume 2 de cet album est le concert sorti en DVD.
L’album s'est classé 36e au Top R&B/Hip-Hop Albums et 82e au Billboard 200.

## Liste des titres
| No  | Titre                                | Durée |
| --- | ------------------------------------ | ----- |
| 1.  | Bring da Ruckas                      | 1:31  |
| 2.  | Da Mystery of Chessboxin'            | 2:44  |
| 3.  | Clan in da Front                     | 1:09  |
| 4.  | C.R.E.A.M.                           | 1:40  |
| 5.  | Wu-Tang Clan Ain't Nuthin' Ta F' Wit | 2:08  |
| 6.  | Shame on a Nigga                     | 2:03  |
| 7.  | Ghost Deini                          | 1:50  |
| 8.  | Re-United                            | 3:06  |
| 9.  | For Heaven's Sake                    | 3:00  |
| 10. | Criminology                          | 1:18  |
| 11. | Incarcerated Scarfaces               | 1:12  |
| 12. | Brooklyn Zoo                         | 2:51  |
| 13. | Bring the Pain                       | 1:36  |
| 14. | It's Yourz                           | 2:41  |
| 15. | Liquid Swords                        | 1:59  |
| 16. | One Blood Under W                    | 1:39  |
| 17. | Ice Cream                            | 2:48  |
| 18. | Triumph                              | 5:01  |
| 19. | Hood                                 | 3:39  |
| 20. | Run                                  | 1:39  |
| 21. | Run                                  | 1:37  |
| 22. | Tearz                                | 1:33  |
| 23. | Method Man                           | 2:41  |
| 24. | Dog Shit                             | 0:59  |
| 25. | Shimmy Shimmy Ya                     | 5:12  |
| 26. | Ya'll Been Warned                    | 3:12  |
| 27. | Gravel Pit                           | 4:54  |